# Irlande du Nord
Pour les articles homonymes, voir Irlande.
Ne doit pas être confondu avec Ulster.
L'Irlande du Nord (en anglais : Northern Ireland ; en irlandais : Tuaisceart Éireann ; en scots d'Ulster : Norlin Airlann) est une nation constitutive du Royaume-Uni. Située dans le nord-est de l'île d'Irlande, elle partage une frontière au sud et à l'ouest avec la république d'Irlande. En 2011, sa population est de 1 810 863 habitants, soit environ 30 % de la population de l'île et 3 % de la population du Royaume-Uni. L'Assemblée d'Irlande du Nord, établie par la loi sur l'Irlande du Nord de 1998, est responsable d'une série de questions politiques décentralisées, tandis que d'autres compétences sont réservées au gouvernement britannique. L'Irlande du Nord coopère avec la république d'Irlande dans plusieurs domaines.
L'Irlande du Nord a été créée le 3 mai 1921, lorsque l'île fut divisée par la loi sur le gouvernement de l'Irlande de 1920, qui instaura un Parlement local dans les six comtés du nord-est de l'Irlande. La majorité de la population nord-irlandaise était unioniste et souhaitait rester au sein du Royaume-Uni. Ses habitants étaient généralement les descendants de colons protestants originaires de Grande-Bretagne. En parallèle, la majorité de la population en Irlande du Sud (devenu l'État libre irlandais en 1922) et une minorité significative en Irlande du Nord étaient des nationalistes irlandais et des catholiques voulant une Irlande unie indépendante. Aujourd'hui, les premiers se considèrent généralement comme à la fois irlandais et britanniques, tandis que les seconds se considèrent généralement comme uniquement irlandais. Une identité nord-irlandaise ou d'Ulster, par référence à la province historique, est également revendiquée par une large minorité dans les deux camps.
La création de l'Irlande du Nord s'accompagna de violences à la fois en faveur et contre la partition. De 1920 à 1922, la capitale Belfast connut d'importantes violences communautaires, principalement entre les civils unionistes protestants et les nationalistes catholiques. Plus de 500 furent tués et plus de 10 000 sont devenus des réfugiés, pour la plupart catholiques. Au cours des décennies suivantes, l'Irlande du Nord connut une série ininterrompue de gouvernements dirigés par le Parti unioniste. Il exista une ségrégation mutuelle et informelle entre les deux communautés, et les gouvernements unionistes furent accusés de discrimination envers la minorité nationaliste et catholique irlandaise, dans ce que le Premier ministre d'Irlande du Nord, David Trimble, appela une « maison froide » pour les catholiques.
À la fin des années 1960, une campagne pour mettre fin à la discrimination à l'encontre des catholiques et des nationalistes se heurta à l'opposition des loyalistes, qui y voyaient un front républicain. Ces tensions engendrèrent « les Troubles », un conflit de trente ans impliquant des paramilitaires républicains et loyalistes ainsi que des forces de l'État, qui ont fait plus de 3 500 morts et 50 000 blessés. L'accord du Vendredi saint en 1998 constitua une étape majeure dans le processus de paix, notamment dans le désarmement paramilitaire et la normalisation de la sécurité, bien que le sectarisme et la ségrégation entre les deux communautés restent des problèmes sociaux majeurs et que des violences sporadiques se soient poursuivies après l'accord.
L'économie de l'Irlande du Nord était la plus industrialisée d'Irlande au moment de la partition de l'île, mais elle déclina en raison des troubles politiques et sociaux causés par le conflit nord-irlandais. Son économie s'est considérablement développée depuis la fin des années 1990. La croissance initiale, venue du « dividende de la paix » et de l'augmentation des échanges avec la république d'Irlande, se poursuivit avec une augmentation significative du tourisme, des investissements et des affaires avec le reste du monde. Le chômage en Irlande du Nord culmina à 17,2 % en 1986 et il tomba à 6,1 % durant l'été 2014, ce qui constitue un taux similaire à celui du chiffre britannique de 6,2 %.
Les liens culturels entre l'Irlande du Nord, la république d'Irlande et le reste du Royaume-Uni sont complexes, l'Irlande du Nord partageant à la fois la culture de l'Irlande et du Royaume-Uni. Dans de nombreux sports, l'île d'Irlande n'aligne qu'une seule équipe, excepté au football. L'Irlande du Nord concourt séparément aux Jeux du Commonwealth, et les Nord-Irlandais peuvent concourir pour la Grande-Bretagne ou l'Irlande aux Jeux Olympiques.

## Géographie
L'Irlande du Nord était couverte de glaciers pendant la majorité de la dernière ère glaciaire et durant les périodes froides précédentes. On en retrouve des traces visibles dans plusieurs drumlins dans les comtés de Fermanagh, Armagh, Antrim et surtout dans le Down. La géographie de l'Irlande du Nord est marquée par le Lough Neagh, le plus grand lac d'eau douce des îles Britanniques (et troisième plus grand lac d'Europe occidentale) avec 392 km2 de superficie, est situé presque au centre du territoire. Deux autres lacs importants se trouvent sur le cours du fleuve Erne dans le Fermanagh : les Lough Erne inférieur et supérieur. La plus grande île et également la seule île habitée dépendant de l'Irlande du Nord est l'île de Rathlin, au large du côté d'Antrim. Strangford Lough, avec 58 km2 est la plus grande baie des îles Britanniques est.

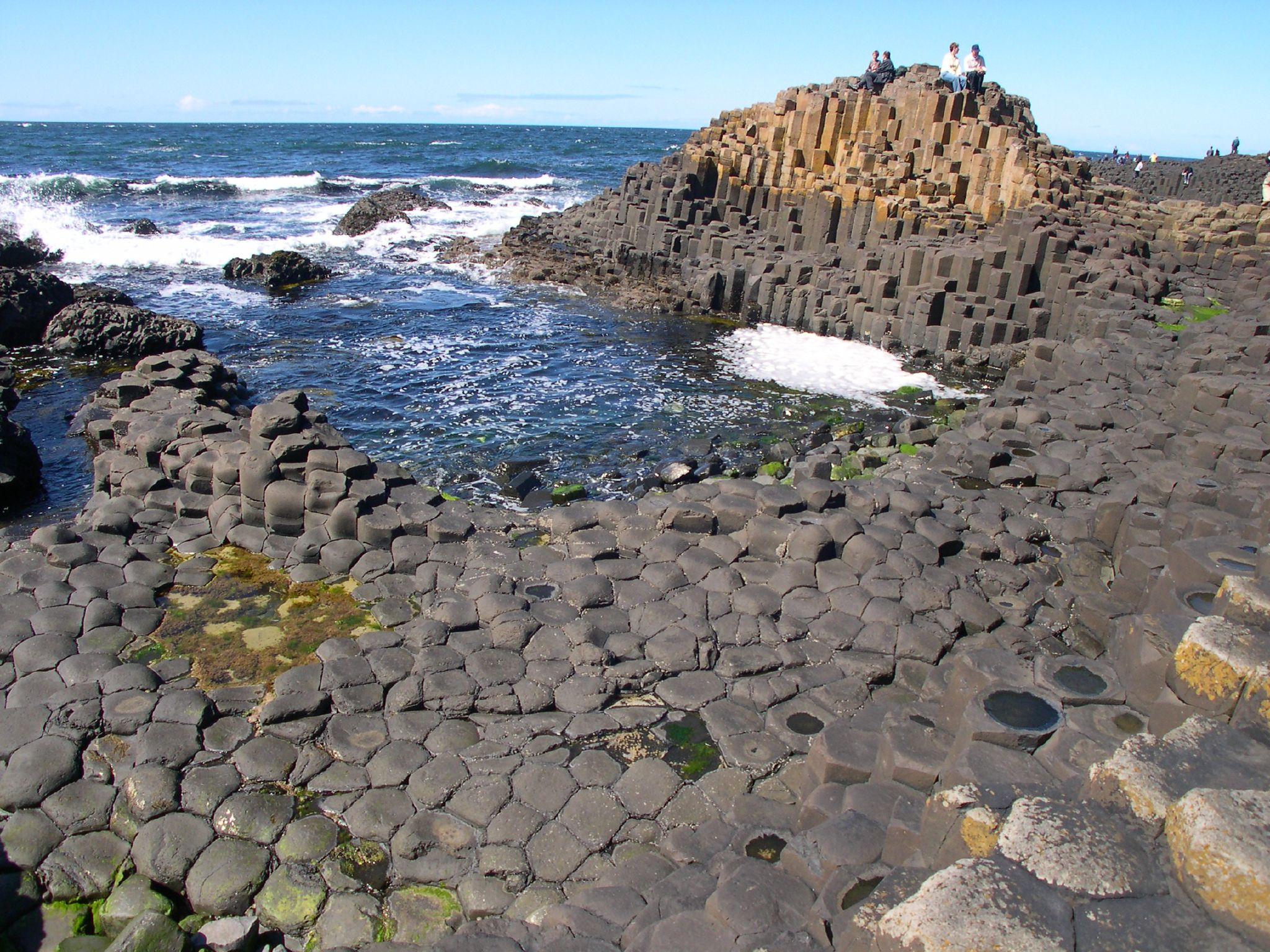
La Chaussée des Géants, dans l'Antrim.

Les montagnes Sperrins possèdent des altitudes relativement importantes avec une altitude maximale de 678 m. Elles sont une extension des montagnes plissées de la chaîne calédonienne. Elles recèlent des gisements importants d'or. Il est également possible d'en trouver dans les montagnes granitiques de Mourne et dans le plateau basaltique d'Antrim, ainsi qu'au sein des chaînes plus petites dans le sud d'Armagh et sur la frontière de Fermanagh et Tyrone. Les collines sont peu élevées, le Slieve Donard, dans les montagnes de Mourne est le plus haut sommet avec 848 m. L'activité volcanique qui est à l'origine du plateau d'Antrim a aussi formé la Chaussée des Géants sur la côte nord d'Antrim. Au nord d'Antrim, se trouvent aussi le pont de corde de Carrick-a-Rede, le temple de Mussenden et les Glens d'Antrim.
La haute et la basse rivière Bann, ainsi que la rivière Blackwater forment des basses terres fertiles et cultivées de manière extensive. Il y a de même de bonnes terres arables dans le nord et l'est du Down, mais la plus grande partie des collines n'est exploitable que pour l'élevage d'animaux. Le climat humide et la déforestation aux XVIe et XVIIe siècles ont créé beaucoup de prairies dans la région.
La vallée de la rivière Lagan est dominée par Belfast. Sa zone métropolitaine inclut un tiers de la population de l'Irlande du Nord. Elle est fortement industrialisée le long de vallée Lagan et des deux côtés du Lac de Belfast.
Le climat de l'Irlande du Nord est tempéré océanique, plus humide à l'ouest qu'à l'est, mais la présence d'une couverture nuageuse est fréquente partout dans la région à cause des reliefs. Les pluies y sont fréquentes et particulièrement d’août à janvier. Le temps est imprévisible pendant toute l'année et, bien que les saisons soient distinctes, elles sont moins prononcées que sur l'Europe continentale ou l'est de l'Amérique du Nord. La température maximale moyenne à Belfast est 6,5 °C en janvier et 17,5 °C en juillet. La température la plus haute enregistrée fut 30,8 °C à Knockarevan, dans le Fermanagh le 30 juin 1976 et à Belfast le 12 juillet 1983. La plus basse était −17,5 °C à Magherally, dans le Down le 1er janvier 1979.
| Mois                              | jan. | fév. | mars | avril | mai  | juin | jui. | août | sep. | oct. | nov. | déc. | année |
| --------------------------------- | ---- | ---- | ---- | ----- | ---- | ---- | ---- | ---- | ---- | ---- | ---- | ---- | ----- |
| Température minimale moyenne (°C) | 1,5  | 1,5  | 2,7  | 3,9   | 6,1  | 9,2  | 11   | 10,7 | 9,2  | 6,8  | 4,1  | 2,9  | 5,8   |
| Température maximale moyenne (°C) | 6    | 6,8  | 9,2  | 11,8  | 14,9 | 17,5 | 18,4 | 18,3 | 16,1 | 12,6 | 9,1  | 6,9  | 12,3  |
| Précipitations (mm)               | 85   | 58   | 66   | 52    | 59   | 63   | 63   | 80   | 84   | 87   | 77   | 77   | 851   |

## Histoire

Carte de l'Irlande du Nord.

L'histoire de l'Irlande du Nord commence en 1920 lorsque l'île d'Irlande est scindée en Irlande du Sud (qui deviendra l'État d'Irlande indépendant que l'on connaît aujourd'hui) et Irlande du Nord.

### Partition de l'Irlande
Le gouvernement britannique libéral du Premier ministre Herbert Henry Asquith, dépendant du soutien du Parti parlementaire irlandais (PPI, nationaliste) à la Chambre des communes du Parlement du Royaume-Uni, entend au début des années 1910 conférer un statut d'autonomie à l'île d'Irlande. Ce projet rencontre une très vive hostilité de la part de la communauté unioniste de l'Ulster. En 1912, un demi-million de protestants y signent le Covenant d'Ulster, jurant de lutter par les armes si nécessaire contre leur subordination à un éventuel gouvernement autonome catholique à Dublin.
Pour autant, le Parlement britannique adopte en 1914 la loi d'autonomie pour l'Irlande. Sa mise en œuvre est retardée par le début de la Première Guerre mondiale. La « Grande guerre » permet de mettre un temps de côté les désaccords entre les communautés en Irlande : les nationalistes catholiques, tout comme les protestants de l'Ulster, sont nombreux à se porter volontaires pour rejoindre les forces armées britanniques. En 1916 toutefois, avec le soutien clandestin de l'Allemagne, une minorité radicale du mouvement nationaliste irlandais orchestre l'insurrection de Pâques à Dublin. Cette révolte violente, condamnée avec dégoût par le PPI et par la majorité du mouvement nationaliste, est réprimée dans le sang par les autorités britanniques, ce qui radicalise l'opinion publique irlandaise. En 1919, la guerre d'indépendance irlandaise débute avec la création de l'Armée républicaine irlandaise (IRA) par les nationalistes radicaux, le Sinn Féin. Dans le nord, certains des unionistes sont constitués en une milice armée appelée « Volontaires de l'Ulster », pour y résister. Par ailleurs, les sacrifices des unionistes pendant la Première Guerre mondiale rendent inconcevable pour Londres de les soumettre contre leur gré à un gouvernement du Sinn Féin.
Les négociations entre le gouvernement britannique de David Lloyd George et le Sinn Féin, représenté principalement par Michael Collins, aboutissent à un traité en décembre 1921. Celui-ci partage l'île d'Irlande en deux entités politiques ayant chacune ses propres institutions :
- l'Irlande du Nord, constituée de six comtés de l'Ulster majoritairement peuplés de protestants ;
- l'Irlande du Sud, formée des 26 autres comtés, en majorité catholiques.

En 1922, comme le prévoit l'accord signé avec Londres, les nationalistes proclament la création d'un État libre d'Irlande dans la partie méridionale, possédant Parlement et ministères, en échange d'un serment d'allégeance symbolique à la Couronne britannique et de son adhésion en tant que Dominion indépendant au Commonwealth. Cet accord ne fait pas l'unanimité chez les nationalistes et ce désaccord interne au Sinn Féin sera à l'origine de la guerre civile irlandaise qui débute en 1922 et déchire le camp nationaliste. Dans le même temps, dans la partie septentrionale de l'île, le Parti unioniste d'Ulster a largement remporté les élections législatives de 1921 et a été ainsi porté au pouvoir par la majorité protestante de la population. Cette victoire permet aux unionistes d'obtenir le maintien de l'Irlande du Nord dans le Royaume-Uni, avec un statut d'autonomie politique,.. Le parti unioniste domina continuellement la région jusqu'en 1972 (quand l’Irlande du Nord repasse sous le contrôle direct de Londres). À chaque élection, le parti parvenait à rassembler une majorité de suffrages protestants, quitte à attiser les tensions religieuses afin que le clivage interconfessionnel demeure prioritaire. La plupart de ses dirigeants étaient issus de l’ordre d’Orange, une puissante association maçonnique fondée dans le but de contrer la propagation du catholicisme.

### Conflit nord-irlandais
Les premiers mouvements de contestation d'ampleur de la communauté catholique, notamment en août 1968, demandaient l'égalité des droits et la fin de la discrimination instituée par la majorité protestante unioniste : droit de vote basé sur la propriété des moyens de production détenu majoritairement par les protestants, découpage électoral inéquitable, attribution de logement inéquitable, etc.. Ce mouvement ressemblait en cela au mouvement américain des droits civiques. Mais le courant unioniste vit dans ces demandes une menace envers son existence et ses intérêts (justice, police, logement, etc.). Les rassemblements furent interdits tandis que les policiers (majoritairement des protestants) réprimaient de plus en plus violemment les manifestations.
L’administration de l’Irlande du Nord fut déstabilisée par de violents affrontements entre catholiques et protestants à Derry/Londonderry, notamment lors du Bloody Sunday (30 janvier 1972), où les commandos de parachutistes britanniques tirèrent sur des manifestants non armés et pacifiques. Les affrontements s’étendirent à Belfast. Là, des familles catholiques durent fuir leurs maisons qui étaient incendiées par les policiers et la foule protestante opposée au changement (Ardoyne, Nord de Belfast, 1969). Les quartiers nationalistes catholiques se trouvaient à la merci des émeutiers protestants et des forces de l’ordre. Les insurgés irlandais s’armèrent et commencèrent par défendre les quartiers avant de passer à l'offensive. L’IRA se réorganisa spontanément pour permettre la défense de sa communauté.
Une nouvelle notion entra dans l’équation du conflit : la réunification des deux Irlandes. Les catholiques en firent un leitmotiv. Tandis que les protestants percevaient une Irlande unifiée comme une menace, notamment sur le plan religieux (Intervention du Vatican)[réf. nécessaire].
En 1969, Londres envoya l’armée britannique pour séparer les deux communautés et rétablir le calme. Mais les soldats, au début perçus par les catholiques comme des protecteurs, devinrent l'instrument du gouvernement en place et les troupes pratiquèrent la même répression que les policiers. L’IRA tourna alors ses activités contre l’armée britannique. Le but avoué des nationalistes devint la libération de l’Irlande du joug britannique. Des milices paramilitaires protestantes se formèrent pour défendre les intérêts du peuple protestant. L’Ulster Volunteer Force, la Loyalist Volunteer Force et l’Ulster Defence Association prirent pour cible des membres de l’IRA, du Sinn Féin (aile politique de l’IRA) et les civils de la communauté catholique.
S’ensuivit un conflit de type guérilla, appelé avec pudeur « troubles », où explosions, fusillades et autres actes de guerre furent commis par les différents protagonistes.
Plusieurs tentatives pour mettre fin au conflit furent tentées. Mais elles échouèrent toutes durant les années 1970 et 1980.

### Processus de paix
Dans les années 1990, Londres tente de mettre en place un cessez-le-feu et d'ouvrir des pourparlers avec le Sinn Féin.
Un changement de cadres au sein des partis facilita les négociations qui ont culminé en 1998 avec l'accord du Vendredi saint (ou Accord de Belfast). Cet accord entre les partis de l’Irlande du Nord et les gouvernements du Royaume-Uni et de la république d’Irlande prévoyait : un parlement autonome dans la province ; des garanties en matière de droits humains ; des conseils administratifs transfrontaliers en matière d'environnement et de tourisme, des langues régionales (l’irlandais et le scots d’Ulster) ; un conseil britannico-irlandais pour rassembler les gouvernements des îles Britanniques (de l'Angleterre, de la république d’Irlande, de l'Irlande du Nord, de l'Écosse, du Pays de Galles, de Jersey, de Guernesey et de l'Île de Man).
L'accord permet la mise en place d'un système de gouvernement local et de partage du pouvoir entre unionistes et nationalistes. Il fonctionne, sans difficultés, jusqu'en 2002. David Trimble est alors Premier ministre de l'Irlande du Nord. Le 14 octobre 2002, le fonctionnement du parlement autonome est interrompu alors qu'éclate un scandale d'espionnage[réf. souhaitée] de l'état-major de l'IRA. Ce retour au contrôle direct de Londres dure quatre ans.
En 2006, de nouvelles négociations aboutissent à l'accord de Saint-Andrews qui permettent l'organisation de nouvelles élections en mars 2007, la reprise du fonctionnement de l'assemblée le 7 avril de la même année et finalement la mise en place le 8 mai d'un gouvernement impliquant pour la première fois Ian Paisley, le leader du Parti unioniste démocrate. Il devient Premier ministre d'Irlande du Nord. Le vice-premier ministre est Martin McGuinness. Les deux hommes ont célébré la réouverture du Stormont (le parlement nord irlandais) le 29 mai.

### Irlande du Nord auXXIesiècle

#### Europhilie dominante
Malgré l'intense campagne pro-Brexit du Parti unioniste démocrate (DUP), à la suite de la victoire des partisans de la sortie du Royaume-Uni de l'Union européenne (le Brexit) lors du référendum du 23 juin 2016, les Nord-irlandais ont montré leurs sentiments europhiles en se prononçant en majorité pour le maintien au sein de l'UE, avec 55,8 % des suffrages exprimés.

Les habitants de la région redoutent en effet qu'une sortie de l'Union européenne n'entraîne une fermeture de la frontière avec la république d'Irlande ce qui aurait des effets désastreux sur l'économie encore fragile de l'Irlande du Nord qui a pu s'épanouir grâce aux échanges avec sa voisine depuis l'accord de paix. 
Dès le lendemain de la consultation, les nationalistes du Sinn Féin ont plaidé pour la tenue d'un nouveau référendum portant, cette fois, sur l'unification des deux Irlandes et donc la rupture avec le Royaume-Uni.

### Une spécificité de non-transparence des financements électoraux
À la suite des troubles politiques d'Irlande du Nord, une législation, unique au Royaume-Uni et en Europe, a été décidée (et elle persiste depuis, bien que contraire aux règles habituelles de la transparence démocratique) : elle interdit l'identification des personnes physiques ou morales faisant des dons aux partis politiques en Irlande du Nord.
Cette loi a permis de protéger les donateurs aux temps de la guerre civile, mais elle bloque ou freine maintenant les enquêtes sur d'éventuels financements illégaux (ex : blanchiment d'argent, pressions de lobbies...), et freine le travail de certains journalistes sur la vie politique du pays.
En 2018-2021, cette spécificité a ainsi bloqué certaines enquêtes sur le financement des groupes pro-Brexit, puis sur le financement du Parti unioniste démocrate ou sur l'utilisation des sommes ainsi touchées (ex : le DUP fait partie des 4 parti pro-Brexit qui ont versé à AggregateIQ (AIQ), la discrète société canadienne controversée au moins 3,5 millions de livres sterling, 3,9 millions selon le média TV Below the radar Ltd.). AIQ a ainsi avec cet argent pu agréger des données d'intérêt électoral avec des millions de données personnelles volées par Cambridge Analytica sur Facebook, puis produire des publicités électorales et des images et messages ciblés, aux contenus personnalisés, ayant significativement influencé, voire fait basculer le vote anglais qui a abouti au Brexit),,. Depuis 2005, vainement, la Commission électorale du Royaume-Uni, qui « réglemente le financement et les dépenses des partis politiques » a « constamment appelé à une augmentation de la transparence afin que les électeurs d'Irlande du Nord puissent accéder aux informations sur la manière dont les partis politiques sont financés ».

### Émeutes de juin 2025
En juin 2025, après une agression sexuelle sur une jeune fille par deux adolescents, la province connaît plusieurs nuits consécutives de violence, des centaines de personnes descendant dans les rues chaque nuit pour affronter la police et attaquer des immigrés. La communauté roumaine est particulièrement prise pour cible. L’épicentre des évènements est la ville de Ballymena, où vit une importante population immigrée. Après deux jours, 32 policiers ont été blessés tandis que six personnes ont été arrêtées,. Notons qu'il y a aussi eu des échauffourées dans la ville de Larne

## Politique et administration

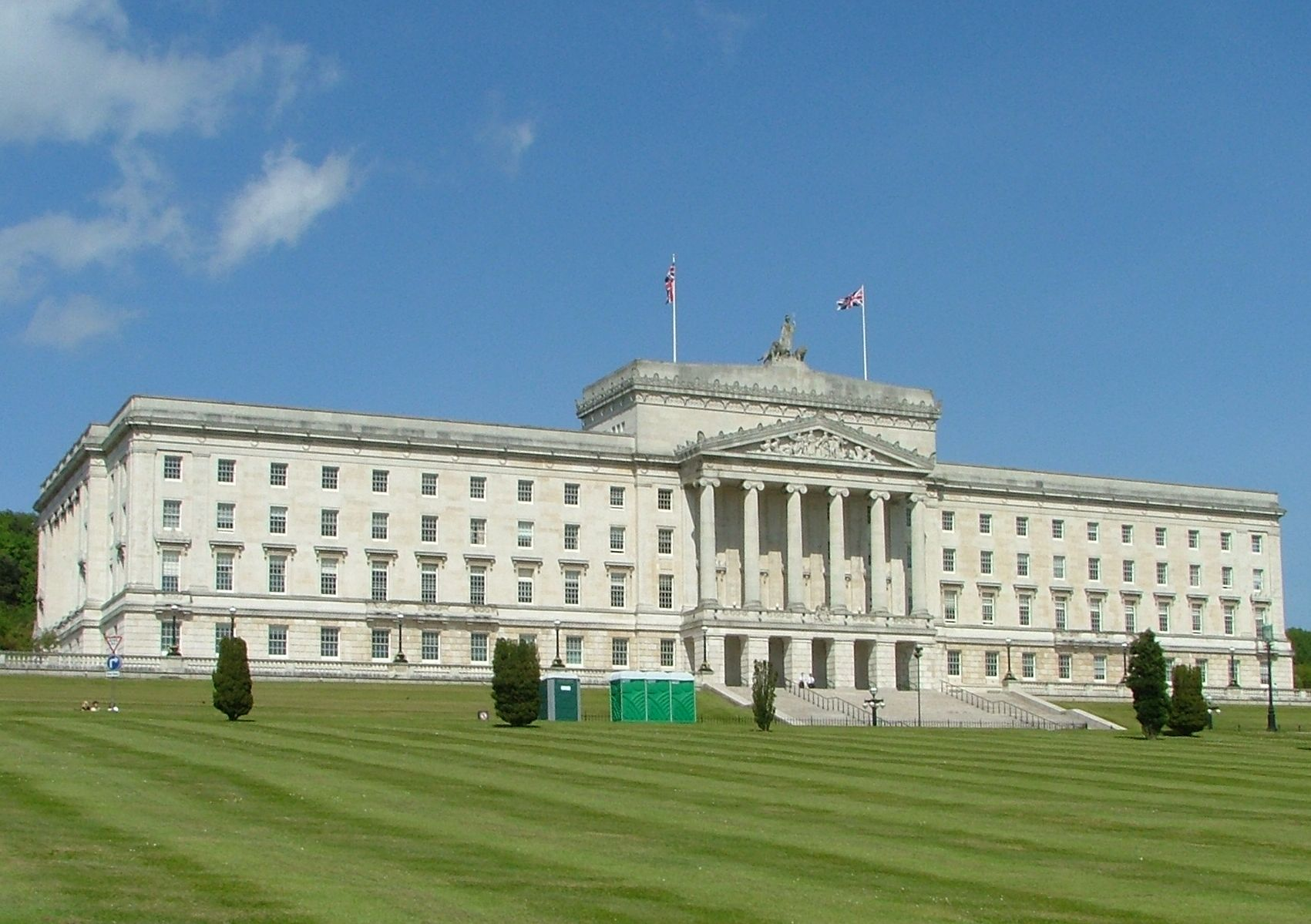
Le palais de Stormont, siège de l'assemblée d'Irlande du Nord.

L'Irlande du Nord est un des pays constitutifs (nations constitutives) appartenant au Royaume-Uni, dont le gouvernement siège à Stormont et est représenté par l'Assemblée d'Irlande du Nord. L'assemblée a la mainmise complète sur les affaires dites « de transfert » : (transfer matters : administration des services publics, éducation, santé, culture, industrie locale…), un pouvoir partiel sur les affaires réservées, soumises à l'approbation du secrétaire d'État pour l'Irlande du Nord nommé par Londres (reserved matters : police, commerce, aviation…) et aucune emprise sur les affaires extérieures (appelées excepted matters : diplomatie, défense, impôts centraux).
108 Membre de l'Assemblée (MLA) sont élus tous les cinq ans, via les mêmes circonscriptions que les élections du Parlement du Royaume-Uni. L'électorat est composé de 1 169 423 votants. En font partie tous les citoyens de plus de dix-huit ans, inscrits sur liste électorale. Les élections de l'Assemblée se déroulent selon un scrutin proportionnel plurinominal. Après l'élection, un premier ministre et un vice-premier ministre doivent se présenter conjointement et recueillir l'appui des deux communautés. Le premier ministre et le vice-premier ministre choisissent conjointement les ministres, selon l'importance des partis politiques.
L'Irlande du Nord élit 18 Membre du Parlement (MP) à la Chambre des communes du Royaume-Uni sur un total de 650. Un parlementaires est élu pour chaque circonscription, par un scrutin uninominal majoritaire à un tour.
Pour les élections européennes, avant le Brexit, l'Irlande du Nord était considérée comme une circonscription du Royaume-Uni, qui élisait trois parlementaires. Depuis 2014, jusqu'à la sortie de l'Union, les députés étaient Diane Dodds du DUP, Martina Anderson de Sinn Féin et Jim Nicholson de l'UUP. Ce sont les seules circonscriptions du Royaume-Uni qui procèdaient par scrutin à vote unique transférable.
La politique de l'Irlande du Nord est en grande partie orientée par la religion et le sentiment national. Par exemple, 55 des membres de l'Assemblée sont unionistes et 44 nationalistes, ce qui reflète plus ou moins la division religieuse. Une enquête du Northern Ireland Life and Times montre que 20 % des catholiques en Irlande du Nord sont satisfaits du fait que l'Irlande du Nord demeure au sein du Royaume-Uni ; malgré cela, seulement 5 % déclarent qu'ils voteraient pour les partis unionistes ou pour les sans étiquette.

### Administration

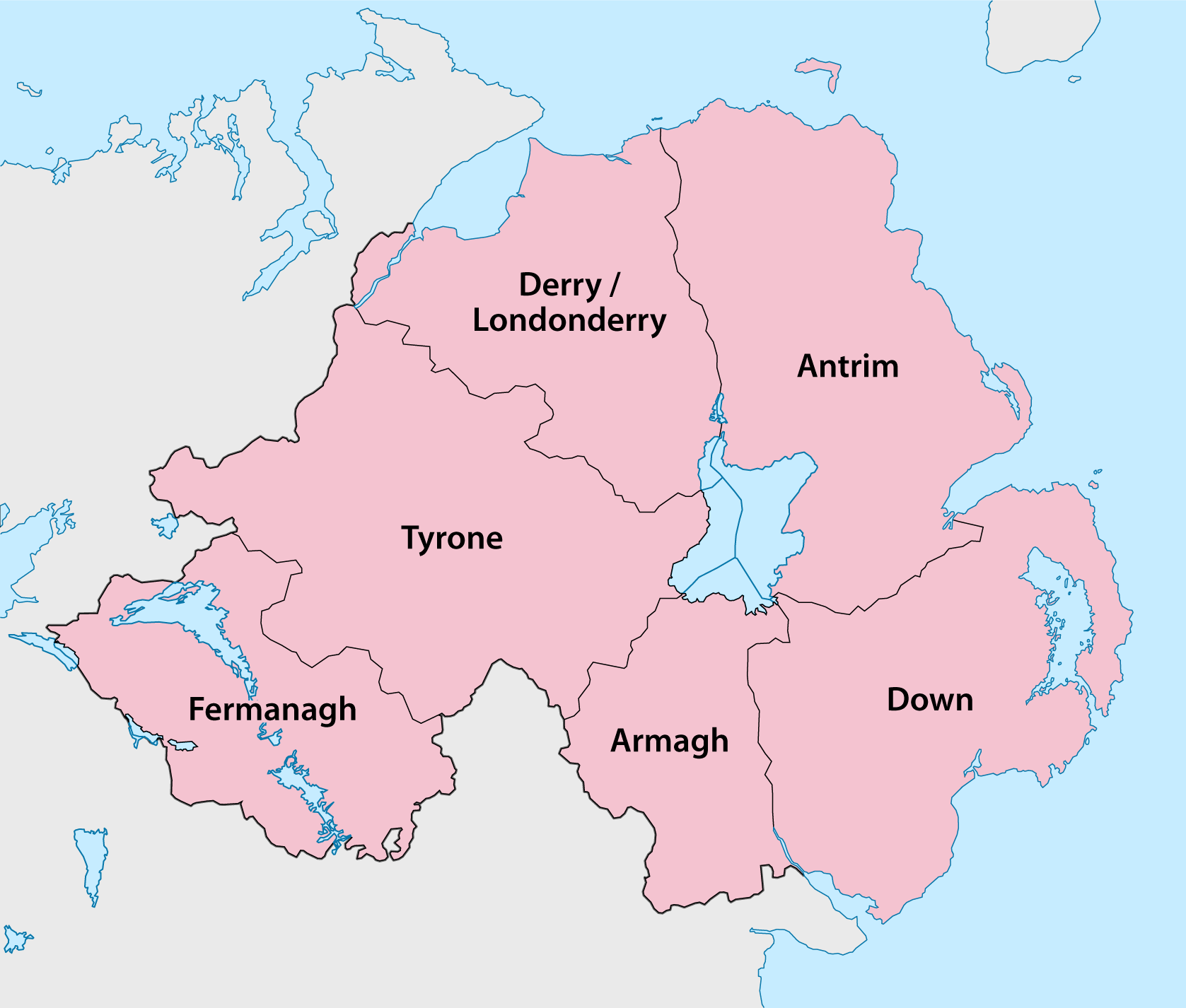
Les six comtés d'Irlande du Nord.

L'Irlande du Nord possède six comtés traditionnels. Ils ne sont pas pris en compte actuellement par l'administration. En revanche, ils sont mentionnés sur les passeports irlandais, qui présentent un champ « comté de naissance », et ils sont également mentionnés sur les cartes délivrées par le gouvernement. Ils jouent également un rôle dans d'autres domaines : en sport, par exemple, les équipes de l'Association athlétique gaélique sont toujours réparties par comté.
Les six comtés sont :
- Antrim ;
- Armagh ;
- Derry ;
- Down ;
- Fermanagh ;
- Tyrone.

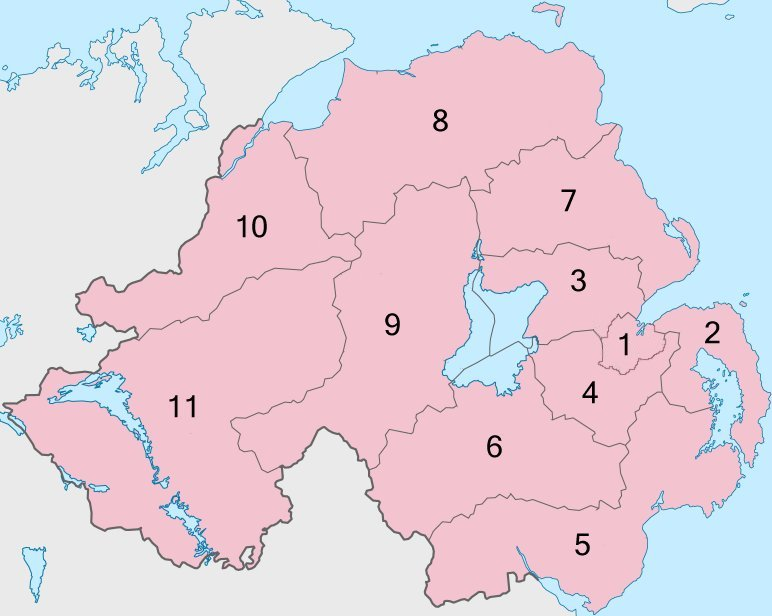
Les 11 districts d'Irlande du Nord.

L'Irlande du Nord est également divisée en onze districts à des fins d'administration locale. À leur tête se trouvent des conseils locaux dont les pouvoirs sont moins étendus que dans le reste du Royaume-Uni. Ces onze districts, qui ont remplacé les vingt-six anciens districts en avril 2015, sont :
1. Belfast
2. Ards and North Down
3. Antrim and Newtownabbey
4. Lisburn and Castlereagh
5. Newry, Mourne and Down
6. Armagh City, Banbridge and Craigavon
7. Mid and East Antrim
8. Borough de Causeway Coast and Glens
9. Mid Ulster
10. Derry City and Strabane
11. Fermanagh and Omagh

Les 18 circonscriptions parlementaires d'Irlande du Nord.

L'Irlande du Nord est encore divisée en dix-huit circonscriptions parlementaires pour les élections de la Chambre des communes du Royaume-Uni et de l'Assemblée d'Irlande du Nord. Ces dix-huit circonscriptions sont :
1. Belfast East
2. Belfast North
3. Belfast South
4. Belfast West
5. East Antrim
6. East Londonderry
7. Fermanagh and South Tyrone
8. Foyle
9. Lagan Valley
10. Mid Ulster
11. Newry and Armagh
12. North Antrim
13. North Down
14. South Antrim
15. South Down
16. Strangford
17. Upper Bann
18. West Tyrone

### Droit et organisation judiciaire
Il y a trois juridictions légales au Royaume-Uni, l'Angleterre et le Pays de Galles, l'Écosse et l'Irlande du Nord. La loi de l'Irlande du Nord est basée majoritairement sur le common law anglais, mais il y a aussi des différences qui viennent de la période d'autonomie nord-irlandaise. Il y a aussi des similitudes entre la loi nord-irlandaise et la loi de la république d'Irlande, à cause du parlement d'Irlande, qui a eu juridiction sur toute l'île d'Irlande jusqu'à 1800.
Le système de justice criminelle a été complètement revu après la signature de l'accord du Vendredi saint. Le gouvernement du Royaume-Uni, a alors introduit la « Loi sur justice (Irlande du Nord) » 2002 et 2004 pour les faits. Les cours en Irlande du Nord sont administrées par le Service des cours nord-irlandais.
En ce moment, la Cour la plus importante de l'Irlande du Nord est la Cour suprême du Royaume-Uni, créée en octobre 2009 avec la « Loi sur la réforme de la constitution 2005 » (Constitutional Reform Act 2005). Lui est subordonnée la « Cour suprême de justice », qui est composée de la « Cour des appels », la « Haute cour » et la « Cour de la couronne ». Autrefois, avant l’entrée en vigueur de la Loi sur la réforme de la Constitution 2005, en octobre 2009, la Cour la plus puissante était celle de la « Commission judiciaire de la Chambre des lords ».
La « Cour des appels » est la plus puissante après celle de la Chambre des lords. Elle s'occupe des appels des autres cours. La « Haute Cour » est divisée en trois entités, la « Division de la magistrature du Roi » (ou reine quand le monarque est une femme), la « Division de la chancellerie » et la « Division familiale ». La division de la magistrature du Roi s'occupe du contentieux des contrats et des dommages corporels. La division de la chancellerie s'occupe des affaires commerciales, de dépôt, de succession et de tutelle, et foncières. Elle s'occupe aussi de la propriété intellectuelle. La « Division familiale » s'occupe des divorces, des enfants et des traitements médicaux. La « Cour de la couronne » s'occupe des affaires criminelles sérieuses.
À un niveau subalterne, les « Cours de Comtés », s'occupent des procès et des demandes commerciales. Il y a sept Cours de Comtés en Irlande du Nord. Il existe aussi des « Cours de magistrats » qui s'occupent des affaires criminelles mineures ainsi que des audiences préliminaires relatives aux affaires criminelles sérieuses.

## Économie
L'Irlande du Nord est traditionnellement une économie industrielle, avec des chantiers navals et des usines textiles. Aujourd'hui, l'économie est majoritairement tournée vers les services. Le chômage a considérablement diminué au tournant des années 2000 et est à environ 6 % dans les années 2010, contre un pic à plus de 17 % en 1986,. C'est le chômage à longue durée et celui des jeunes qui est descendu le plus rapidement. Le taux d'inactivité de la population active est 28 %, soit le plus bas du Royaume-Uni.
Historiquement, le gouvernement poursuivit une politique de discrimination économique contre la communauté catholique. L'accès au travail était facilité pour les protestants et rendu plus complexe pour les catholiques. Cela a entraîné un taux de chômage plus important dans cette dernière communauté. Les industries majeures étaient la construction navale, l'industrie textile et la fabrication de cordages. Pendant les années 1950, la croissance économique en Irlande du Nord fut plus forte qu'en Irlande.
Pendant les années 1950, le gouvernement travailliste introduisit une politique d'État-providence, donnant accès à tous au droit à l'éducation et aux soins de santé. Grâce à cette politique, beaucoup de catholiques d'Irlande du Nord ont reçu une formation qu'ils n'auraient jamais pu obtenir autrement. À partir de ce moment, une classe de catholiques éduqués a réclamé des droits civils et économiques. La classe dominante protestante a refusé de prendre en compte ces réclamations, ce qui a envenimé la situation. Devant l'amplification des revendications, Londres introduisit le gouvernement direct.

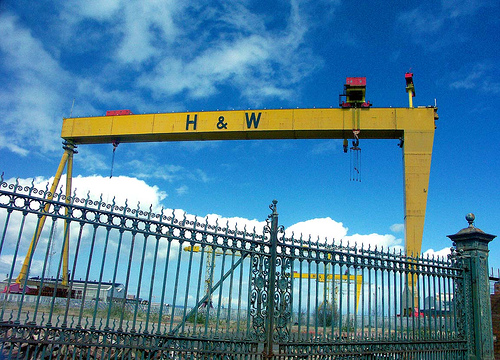
Une grue du Harland and Wolff à Belfast.

La période du conflit nord-irlandais, ou Troubles, a fortement influencé l'économie. La campagne violente de l'IRA était aussi une guerre économique, puisqu'elle ciblait des banques, des industries, des chefs d'entreprise, etc. Le but était de rendre économiquement impossible la gestion du nord de l'Irlande par le gouvernement britannique, ou tout au moins, de faire de l'Irlande du Nord un investissement à pertes pour Londres. À long terme, l'économie a périclité et le chômage a augmenté.
Avec la signature de l'accord du Vendredi saint et la fin du conflit, l'économie a redémarré, avec un retour des investissements et une baisse du chômage. L'industrie lourde n'est plus le composant essentiel de l'économie nord-irlandais, remplacée par les services. Par exemple, l'entreprise d'industrie lourde Harland and Wolff a dépéri alors que le secteur touristique s'accroissait avec vitalité. En 2008, une conférence d'investisseurs américains à Belfast s'est tenue afin d'encourager les hommes d'affaires venant des États-Unis à investir en Irlande du Nord. Cela étant, l'Irlande du Nord possède encore le plus bas niveau de PIB du Royaume-Uni, et reçoit encore des subventions de Londres.
L’Irlande du Nord bénéficie de fonds européens importants à travers la politique agricole commune, qui représentent 85 % des revenus de ses agriculteurs en moyenne, et des fonds structurels.

## Population et société

### Démographie
La population de l'Irlande du Nord était en 2004 de 1 710 300 habitants. La majeure partie de la population possède des origines irlandaises ou britanniques, et quasiment toute la population est d'origine européenne, bien qu'il existe de petites communautés d'immigrés. Durant la Préhistoire, le nord de l'Irlande était habité par des tribus de culture néolithique. Par la suite, les Celtes envahirent l'île et y installèrent leur langue et leur culture, sans beaucoup se mélanger avec la population autochtone[réf. nécessaire]. À partir du XIIIe siècle, les Anglais prennent progressivement le contrôle de l'île. Au nord de l'Irlande, les colons anglais et écossais immigrèrent en Ulster, à la faveur de la création des plantations d'Ulster, sous le règne de Jacques Ier d'Angleterre. Cet événement a fortement marqué les populations locales, et la majorité des Irlandais du Nord se reconnaissent actuellement comme britanniques.

### Religion

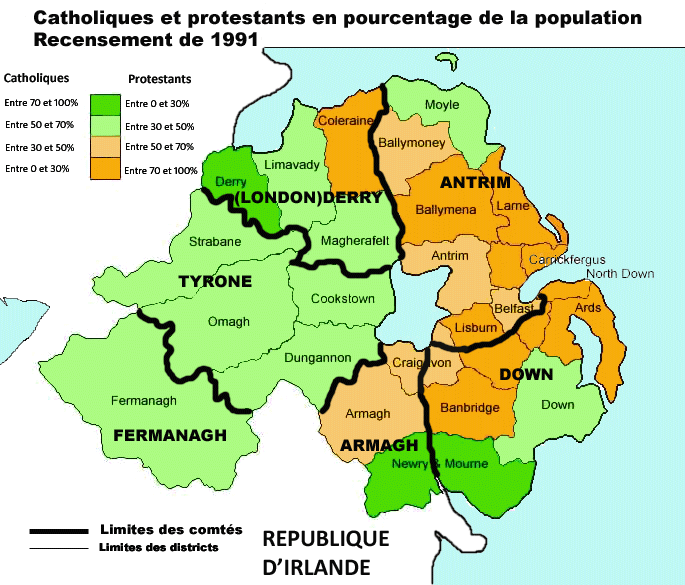
Géographie religieuse de l'Irlande du Nord en 1991.

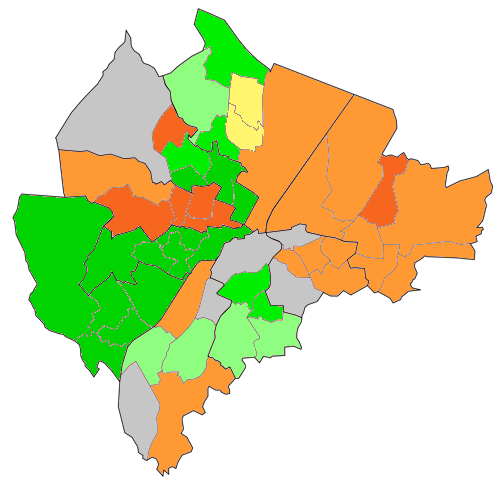
Les quartiers de Belfast en 2011 selon leur population : catholiques à plus de 80 % (vert foncé), catholiques de 60 à 80 % (vert clair), catholiques de 50 à 60 % (gris), protestants de 50 à 60 % (jaune), protestants de 60 à 80 % (orange clair), protestants à plus de 80 % (orange foncé).

Lors du recensement de 2011, 82,4 % de la population se déclarait chrétienne. Une courte majorité est protestante, 41,6 % d'après le recensement (dont 19,1 % de presbytériens et 13,7 % appartenant à l'Église d'Irlande anglicane). 40,8 % se reconnaissent comme catholiques, 16,9 % sans religion et 0,8 % appartiennent à d'autres cultes.
La religion est souvent vue comme une manière d'afficher son appartenance à l'une ou l'autre des communautés nationaliste ou unioniste, car la majorité des nationalistes est catholique et les unionistes sont essentiellement protestants. D'après une enquête[réf. nécessaire], 85 % des protestants préféreraient que l'Irlande du Nord demeure britannique, alors que 50 % des catholiques souhaiteraient la réunification de l'île. Les identités ont tendance à se complexifier maintenant, du fait de la tendance globale au recul des religions.
La législation a profondément évolué, et garantit à l'heure actuelle l'égalité théorique entre les deux religions, car la discrimination des catholiques par la majorité protestante a profondément marqué l'histoire de l'Irlande du Nord.
Évolution de la part des différentes religions en Irlande du Nord entre 2001 et 2011 :
| Religion                           | 2001   | 2011   | 2021   |
| ---------------------------------- | ------ | ------ | ------ |
| Catholicisme                       | 40,2 % | 40,8 % | 42,3 % |
| Protestantisme et autres chrétiens | 45,6 % | 41,6 % | 37,3 % |
| Autres religions                   | 0,3 %  | 0,8 %  | 1,3 %  |
| Sans religion ou non indiqué       | 13,9 % | 16,9 % | 17,4 % |

Le recensement de 2021 voit pour la première fois les catholiques être plus nombreux que les protestants. 42,3 % de la population est catholique, 37,3 % protestante, 1,3 % d'une autre religion et 17,4 % sans religion. Si l'on s'intéresse à la religion dans laquelle la population a été élevée, les catholiques sont 45,7 %, les protestants 43,5 % et les religions non-chrétiennes 1,5 %.

### Nationalité et questions constitutionnelle
La population nord-irlandaise (en) est plutôt divisée entre ceux qui se considèrent comme irlandais et ceux qui se considèrent comme britanniques. Il existe toute une gamme de positions entre ces extrêmes. Ceux qui se considèrent irlandais sont majoritairement catholiques, et ceux qui s'affirment britanniques sont surtout protestants. Beaucoup d'enquêtes corroborent cette tendance,,,,,,. Les divisions entre les deux communautés sont encore très présentes.
En majorité, les protestants souhaitent demeurer dans le Royaume-Uni. Chez les catholiques, la moitié souhaite la réunification, une minorité soutient le statu quo, et nombreux sont ceux qui n'ont pas d'opinion particulière. Malgré cela, seulement 7 % des catholiques disent qu'ils voteraient pour les partis unionistes ou sans étiquette.
D'après un sondage réalisé en 2005, 40 % de la population d'Irlande du Nord se définissent comme « unioniste », 22 % se définissent comme « nationalistes » (pour la réunification), et 35 % n'appartiennent à aucun de ces deux courants.
Les personnes nées en Irlande du Nord sont automatiquement des citoyens britanniques, comme toutes personnes nées dans le reste du Royaume-Uni, mais la république d'Irlande étend ses lois de citoyenneté à tous les natifs de l'île du Nord ainsi qu'au sud de la frontière, de sorte que certaines personnes en Irlande du Nord peuvent simplement garder la double nationalité ou choisir d'avoir soit un passeport irlandais seulement, soit un passeport britannique (Droit reconnu par l'accord du Vendredi saint.). [réf. nécessaire]
Selon certaines enquêtes, les Nord-irlandais partisans de l'unification sont presque aussi nombreux que ceux qui s'y opposent.

### Langue
Comme la plupart des affaires culturelles nord-irlandaises, la question de la langue est controversée et complexe. Presque toute l'Irlande du Nord parle anglais, mais l'usage de l'irlandais est encouragé par les nationalistes. Dans les quartiers nationalistes, les enseignes de rue sont souvent bilingues irlandais-anglais. La reconnaissance et l'usage officiel de l'irlandais fait partie des doléances régulières des nationalistes.
L'attrait pour l'irlandais n'est pas limité aux nationalistes. Certains unionistes pratiquent cette langue et reprochent au Sinn Féin d'en faire un enjeu de différenciation. La première organisation consacrée à la promotion de l'irlandais fut la Ligue gaélique, créée à Dublin en 1893. À sa création, ce mouvement était ouvert aux deux communautés irlandaises ; le premier chef, Douglas Hyde, était protestant. Avec le temps, les nationalistes ont inséré dans les buts de l'organisation le soutien à l'établissement d'une république irlandaise. À partir de ce moment, l'utilisation de l'irlandais a pu être perçue comme un acte de nationalisme.

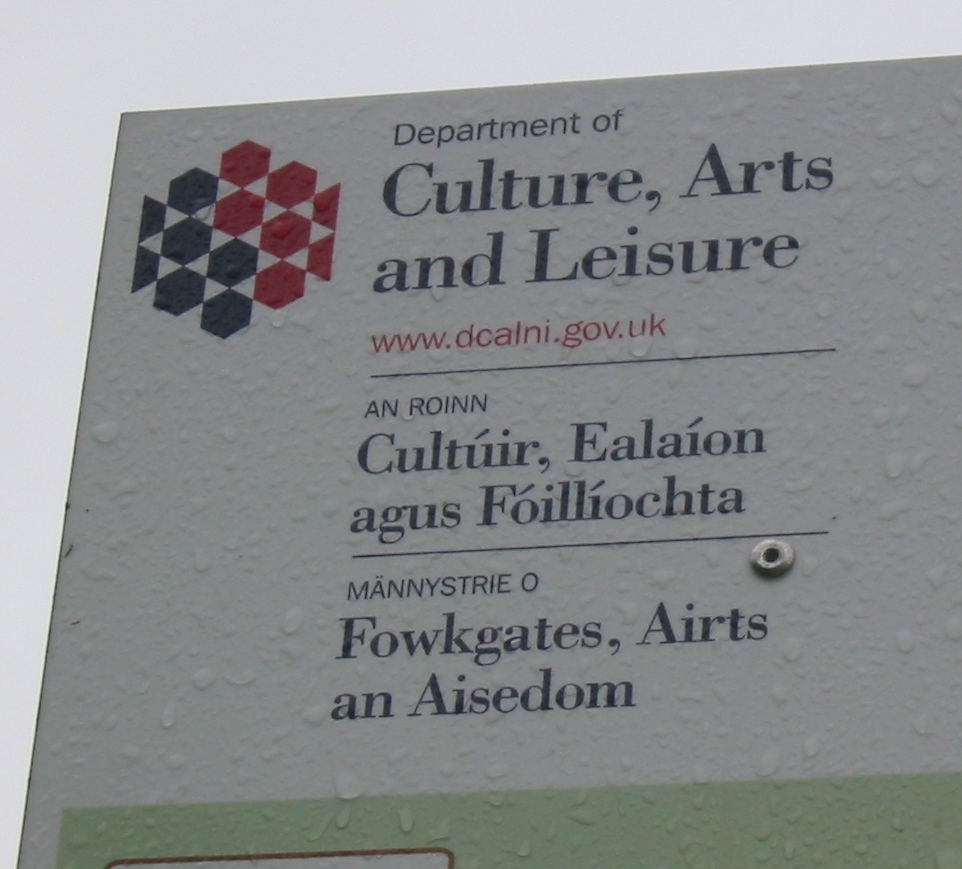
Signalisation trilingue en anglais, irlandais et scots, en Irlande du Nord.

D'après le recensement de 2001, 10 % de la population connaît un peu d'irlandais et 4,7 % peut le « parler, lire, écrire et comprendre ». D'après une autre enquête, 1 % de la population parle irlandais à domicile. Il y a 32 écoles gaélophones en Irlande du Nord, soit 7,3 % du total.
Un dialecte coexiste avec l'irlandais, le scots d'Ulster, dont l'emploi est plus controversé encore. Certains dénient au scots d'Ulster le statut de langue et de dialecte, et soutiennent que c'est une construction des unionistes destinée à rivaliser avec l'irlandais. Certains le considèrent comme une langue à part entière, d'autres comme un dialecte. D'après le linguiste Aodán Mac Poilín, « Alors que la plupart des gens soutiennent que le scots d'Ulster est un dialecte ou une variante du Scots, certains soutiennent que c'est une langue différente du scots. Les arguments qui soutiennent que le scots d'Ulster est une langue, formés lorsque le statut du scots était débattu, sont si étranges qu'il est peu probable qu'ils aient une légitimité linguistique. » D'après Póilín, « le scots d'Ulster est, pour quelqu'un de langue maternelle anglaise, très accessible et dans certains cas, aisé à comprendre à l'aide d'un glossaire ». L'accord de Saint-Andrews dispose qu'il est nécessaire d'améliorer et développer la langue, l'héritage et la culture des scots d'Ulster.
D'après une enquête, 2 % de la population parle le scots d'Ulster, mais personne n'a déclaré le parler chez soi. Il existe de nos jours des cours de scots d'Ulster dans les universités.
Deux langues des signes coexistent en Irlande du Nord. La plus répandue est la langue des signes britannique, mais comme il semblait normal aux nationalistes d'envoyer leurs enfants faire leurs études à Dublin, notamment aux St. Joseph's Institute for Deaf Boys et St. Mary's Institute for Deaf Girls, il existe également une langue des signes irlandaise répandue principalement dans les communautés nationalistes. D'après le site internet du département nord-irlandais de la culture, des arts et loisirs, il y a 3 500 utilisateurs de la BSL et 1 500 de l'ISL. Les deux langages ne sont pas liés, le langage des signes britannique provenant de la famille britannique et le langage des signes irlandais étant issu de la famille française.
Il existe aussi des langues étrangères minoritaires apportées en Irlande du Nord par les immigrés, comme le chinois et le polonais.

## Culture
La culture de l'Irlande du Nord est un mélange entre celle d'Irlande et celle de Grande-Bretagne. À cause des divisions entre les deux communautés, il semble qu'il y ait deux cultures qui existent parallèlement. Toutefois il est des institutions où elles s'entremêlent sans anicroche[réf. souhaitée].

### Arts
Le cinéma de l'Irlande du Nord n'a pas produit beaucoup de films. L'industrie cinématographique reste pour la plupart du temps dans l'ombre du Royaume-Uni et de l'Irlande. Toutefois, ce cinéma a eu des succès notamment avec les films comme The Mighty Celt, Man About Dog (en) et Bloody Sunday (ces deux derniers films ayant été réalisés respectivement par un Irlandais du Sud, Paddy Breathnach, et un Britannique, Paul Greengrass). L'institution Northern Ireland Screen encourage la réalisation, la location et la production de films en Irlande du Nord. Les films de l'Irlande du Nord traitent souvent des problèmes du conflit nord-irlandais. Néanmoins, le réalisateur nord-irlandais le plus connu reste Kenneth Branagh, metteur en scène de Dead Again et Hamlet. Il a aussi dernièrement joué dans Valkyrie.
Plus connus sont ses acteurs. Liam Neeson et Stephen Rea ont été nommés pour des Oscars du cinéma, Stephen Boyd a gagné un Golden Globe. D'autres acteurs bien connus sont Ciarán Hinds, Bronagh Gallagher, Patrick Magee, Siobhán Nic Cionnaith et Jamie Dornan. L'Académie irlandaise de film et télévision (IFTA) a pour but, dans toute l'île, la « stimulation du travail de production originale et créative et l'encouragement vers l'excellence par les biais de la reconnaissance, de la formation et de la direction dans les œuvres cinématographiques et télévisuelles. »
L'Irlande du Nord est plus connue pour ses musiciens que pour ses réalisateurs. Van Morrison est un des chanteurs les plus célèbres, il figure dans le Rock and Roll Hall of Fame et le Songwriters Hall of Fame. Snow Patrol a vendu plus de 7 millions disques dans le monde. Dana a gagné le Concours Eurovision de la chanson pour l'Irlande. D'autres chanteurs et groupes célèbres viennent de l'Irlande du Nord : Stiff Little Fingers, Ash, The Divine Comedy, The Undertones et Foy Vance.
Partie intégrante de la tradition celtique, la musique traditionnelle irlandaise est réputée. Elle est connue pour ses ballades, mais aussi pour ses rythmes rapides, ceux qu'utilisent les gigues et les reels. Il existe aussi une forte tradition de musique scots d'Ulster. Cela est mis en évidence pendant la saison des marches nord-irlandaises. Ce style de musique est basé sur un rythme de marche. L'instrument le plus connu est le tambour Lambeg.
Dans le domaine de la littérature, l'Irlande du Nord, comme le reste de l'Irlande, a une tradition forte, avec des auteurs tels que C. S. Lewis, Brian Friel et Flann O'Brien. Seamus Heaney a reçu le prix Nobel de littérature. La littérature de l'Irlande gaélique a beaucoup influencé l'écriture des gens d'Irlande du Nord, les écrivains ont ainsi participé au renouveau littéraire gaélique. L'Écosse a, elle aussi, eu une influence notable sur les écrivains d'expression scots d'Ulster. Plus tard, la littérature en scots d'Ulster s'est diversifiée. Comme dans les autres domaines artistiques, le conflit a beaucoup influencé les écrivains d'Irlande du Nord.

### Folklore
Le folklore en Irlande du Nord est le même que celui de la république Irlandaise. Alors qu'une grande partie de la mythologie irlandaise n'a pas subi la conversion au christianisme, beaucoup d'histoires ont toutefois été rendues compatibles avec le dogme chrétien. Ce qui a pu subsister est divisé en quatre « cycles », le Cycle d'Ulster, le Cycle mythologique, le Cycle fenian et le Cycle historique. Beaucoup d'histoires ne sont pas incluses dans un cycle mais font participer des personnages à ces dits-cycles.
Le folklore irlandais raconte l'histoire de l'Irlande depuis les premières invasions de l'île. D'après les textes, l'Irlande fut envahie plusieurs fois par différents peuples et dieux. Les textes parlent de l'histoire du peuple gaélique. Ils racontent ainsi les exploits des dieux et des héros qui sont venus d'Irlande, comme les Tuatha Dé Danann, Cúchulainn et le Fianna. Les textes plus récents racontent aussi les généalogies des rois irlandais historiques. Les contes relatent des histoires merveilleuses de grands voyages vers un autre monde ou à travers les mers et océans de notre globe. D'autres histoires ne parlent pas de héros mais bien plutôt de gens du pays tout à fait ordinaires et d'évènements typiquement locaux.

### Gastronomie
L'Irlande du Nord partage beaucoup de traditions gastronomiques avec le reste de l'Irlande, notamment l'utilisation courante de la pomme de terre et de la viande de mouton. Le repas traditionnel en Irlande du Nord était composé de pommes de terre avec du chou et d'un morceau de viande pour les plus aisés.
Traditionnellement, les fermiers se levaient à 6 heures du matin pour traire les vaches et travailler sur la ferme, donc ils mangeaient un petit peu au lever, mais le repas le plus important était à midi, quand on mangeait un Ulster fry, le plat le plus connu de l'Irlande du Nord. Cela consistait en des tranches de saucisson, des œufs, du pain au lait, du pain de pommes de terre et des tomates, une variante d'un petit déjeuner complet. Le cheddar de Coleraine était lui souvent consommé en en-cas avant de se coucher.

### Sport
D'après les chiffres de fréquentation, le football gaélique est le sport le plus pratiqué en Irlande du Nord. En termes de popularité le football est lui aussi très populaire, mais ce sont les matchs du championnat d'Angleterre qui sont le plus suivis à la télévision. Viennent ensuite le hurling et le rugby à XV. Les autres sports très présents en Irlande du Nord sont le hockey sur gazon, le basket-ball, le cricket, le handball gaélique, etc.
Le football gaélique est organisé sur une base qui inclut toute l'Irlande. Tous les comtés traditionnels d'Irlande du Nord sont tous représentés dans les compétitions organisées à l'échelle de l'île d'Irlande. C'est en football gaélique que les équipes de l'Irlande du Nord ont les meilleurs résultats avec Tyrone GAA deux fois vainqueur du Championnat d'Irlande de football gaélique lors des dernières années.
En hurling, les équipes de l'Irlande du Nord ont plus de difficultés à rivaliser avec les équipes traditionnelles plus fortes. Seul Antrim GAA a une équipe capable de rivaliser avec les équipes de Cork ou de Kilkenny.

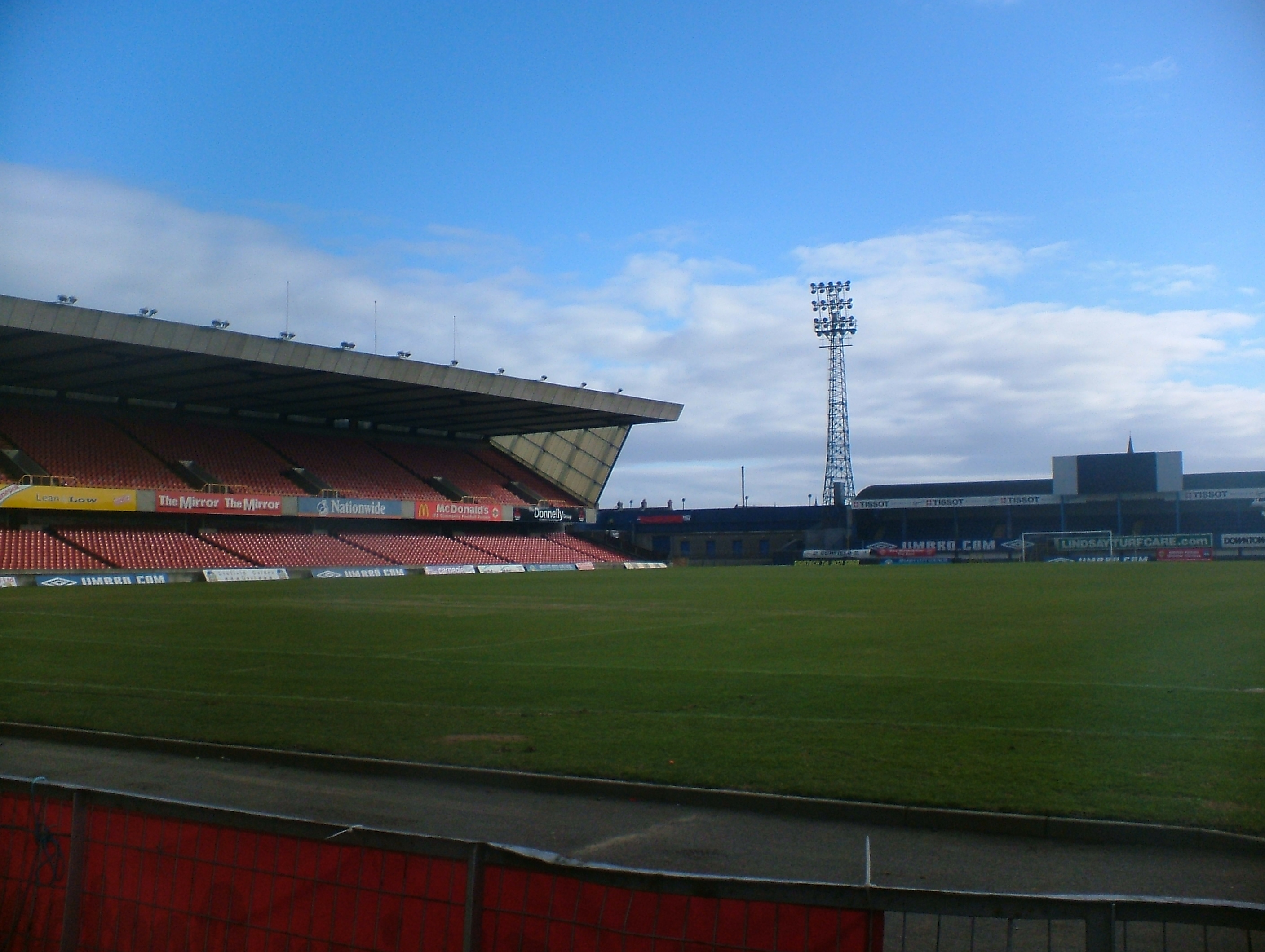
Windsor Park, le stade de l'équipe d'Irlande du Nord de football et Linfield FC.

Comme les autres nations constituantes du Royaume-Uni, Le football nord-irlandais possède sa propre structure. Depuis l'indépendance de l'État d'Irlande, le football possède sa propre fédération reconnue par la FIFA. L'Irlande du Nord est une nation mineure du football mondial même si elle a participé à quelques phases finales de coupes du monde de 1958 et de 1986, elle a atteint les quarts de finale. C'est d'ailleurs la région la plus petite à avoir disputé un quart de finale de la coupe de monde. En 2015, elle s'est également qualifiée pour sa première phase finale d'un Euro, l'Euro 2016 se déroulant en France. Le championnat national regroupe douze équipes professionnelles depuis 1890. Le football de club n'est classé qu'à la 49e place (au 21 juillet 2009) au niveau européen. il est dominé par les deux clubs de Belfast Linfield FC et Glentoran FC. Tous les meilleurs joueurs jouent dans les championnats anglais et écossais.
Le rugby, exactement comme les sports gaéliques, bénéficie d'une organisation transnationale regroupant l'État d'Irlande et l'Irlande du Nord. Les joueurs nord-irlandais jouent donc sous les couleurs de l'île d'Irlande unifiée. L'Équipe d'Irlande de rugby à XV est une des meilleures équipes dans le monde, placée dans le premier niveau mondial d'après l'International Rugby Board. À 2016, elle a remporté 13 fois le tournoi des Six Nations dont deux grands chelems, le dernier en 2009. L'IRFU existe depuis 1880. L'équipe d'Ulster, représente une aire géographique comprenant l'Irlande du Nord et les autres comtés d'Ulster de la république d'Irlande. Elle dispute la ligue celtique et la coupe d'Europe de rugby à XV (coupe Heineken). L'Ulster a gagné cette dernière en 1998-1999.
En hockey sur glace, les Belfast Giants de l'Irlande du Nord disputent l'Elite League, la ligue professionnelle de hockey britannique (et seule ligue à regrouper Angleterre, Écosse, Pays de Galles et Irlande du Nord), compétition qu'ils ont gagnée deux fois, la dernière victoire remontant à la saison 2005-2006. En cricket aussi, la base de l'organisation est transnationale : l'Irlande s'est qualifiée pour la Coupe du monde de cricket en éliminant l'équipe du Pakistan. Quant au golf, l'actuel no 1 mondial est le Nord-irlandais Rory McIlroy.
Pour les Jeux olympiques, grâce à un accord entre les comités olympiques irlandais et britannique et avec la permission du Comité international olympique, les sportifs originaires d'Irlande du Nord ont la possibilité de concourir soit pour la Grande-Bretagne, soit pour l'Irlande.
Enfin, l'Irlande du Nord envoie sa propre délégation d'athlètes aux Jeux du Commonwealth (la république d'Irlande ne faisant pas partie du Commonwealth).

### Hymnes

L’Ulster Banner, drapeau officiel de l'Irlande du Nord de 1953 à 1972.

Officiellement, God Save the King, l'hymne du Royaume-Uni, est aussi l'hymne de l'Irlande du Nord et est employé par l'équipe d'Irlande du Nord de football, mais il est parfois vu comme un chant partisan unioniste.
C'est pourquoi le Londonderry Air est joué quand l'Irlande du Nord participe à certaines rencontres sportives, notamment les Jeux du Commonwealth.
L'équipe irlandaise de rugby, qui comprend la république d'Irlande et l'Irlande du Nord, utilise un hymne spécialement composé, Ireland's Call, mais on chante aussi l'hymne national de la république, Amhrán na bhFiann, quand on joue à Dublin.